# Katastrofa na Bajkonurze
Katastrofa na Bajkonurze (nazywana również katastrofą Niedielina) – eksplozja na platformie startowej, która miała miejsce 24 października 1960 roku na kosmodromie Bajkonur, podczas prac ZSRR nad rakietowym międzykontynentalnym pociskiem balistycznym R-16. Podczas przygotowywania prototypu do lotu próbnego, rakieta wybuchła na platformie startowej, kiedy silniki drugiego stopnia niespodziewanie odpaliły, zabijając wielu wojskowych, inżynierów i techników pracujących nad projektem. Oficjalnie na skutek incydentu zginęły 92 osoby (74 wojskowych i 18 cywili). Pomimo rozmiarów katastrofy, fakty na jej temat przez wiele lat skrywano w tajemnicy i nie ujrzały światła dziennego do lat 90. XX wieku. Marszałek artylerii Mitrofan Niedielin, głównodowodzący Strategicznych Wojsk Rakietowych Związku Radzieckiego, dowodzący programem rozwoju rakiety R-16, był jednym z tragicznie zmarłych na skutek incydentu.

## Tło wydarzeń
Zaprojektowany przez inżyniera rakietowego Michaiła Jangiela program badawczy rakiety R-16 dowodzony był przez marszałka Strategicznych Wojsk Rakietowych Związku Radzieckiego Mitrofana Niedielina. W październiku 1960 rakieta była już prawie gotowa, i obaj Jangiel i Niedielin liczyli na udany start rakiety przed zbliżającą się 7 listopada rocznicą rewolucji październikowej. Prototyp rakiety był ustawiony na platformie startowej o numerze 41 na Kosmodromie Bajkonur, po czym rozpoczęto przeprowadzanie testów przedstartowych.

## 23 października
23 października prototyp rakiety oczekiwał na przeprowadzenie ostatnich już testów przed odpaleniem. Rakieta była napełniona paliwem hipergolowym (UDMH-kwas azotowy). Takie paliwo rakietowe jest silnie żrącym i toksycznym paliwem podwójnym, wytwarzającym silne trucizny w procesie spalania. Zagrożenie brano pod uwagę w procedurach bezpieczeństwa podczas przygotowywania rakiety do startu. Tego dnia technicy przypadkowo odpalili ładunki pirotechniczne rozrywające membrany przewodu paliwowego pierwszego stopnia, co spowodowało wyciek paliwa do komory spalania. Incydent ten nie powodował niemożliwego do opanowania niebezpieczeństwa, jednak stężony kwas azotowy – jeden z dwóch składników paliwa – był tak żrący, że nie mógł pozostać w przewodzie paliwowym na dłużej niż dwa dni bez poważnego uszkodzenia rakiety. Od tego momentu nie było już odwrotu, załoga musiała odpalić rakietę następnego dnia, w związku z czym przyspieszono prace przygotowawcze. Kilkanaście innych komponentów rakiety zostało przetestowanych tego dnia – wymieniono je lub dostrojono zgodnie z procedurą. Niedielin poinformował dygnitarzy wojskowych o planowanym odpaleniu rakiety, tak aby mogli przybyć i obejrzeć jej start.

## 24 października
24 października kontynuowano przygotowania do startu. Zostało już tak niewiele czasu, że niektóre procedury przeprowadzano jednocześnie. Niedielin, zniecierpliwiony zwłoką, opuścił dygnitarzy na stanowisku obserwacyjnym i udał się na platformę startową, aby przyjrzeć się przygotowaniom z bliska.
W trakcie przygotowań przed odpaleniem rakiety stwierdzono, że mieszczący się w bunkrze dowództwa Programowany Dystrybutor Napięcia (PDN) służący do uruchamiania podczas procedury startu poszczególnych komponentów rakiety (załączał odpowiednie obwody i wysyłał do rakiety w określonym czasie sygnały elektryczne, powodujące otwarcie odpowiedniej membrany pirotechnicznej, skoordynowane odpalanie silników oraz sprawujące kontrolę nad przechodzeniem do kolejnych faz) nie funkcjonuje prawidłowo, więc został naprawiony. Któryś z techników dokonujących napraw pozostawił PDN w końcowej pozycji „Po odpaleniu”, chociaż aparat powinien był zostać ustawiony w początkowej pozycji „Przed odpaleniem”. Ponadto wbrew procedurom bezpieczeństwa, naładowane wewnętrzne akumulatory rakiety zostały uaktywnione poprzez podłączenie do obwodu o minimalnym obciążeniu – przyczyną było to, że temperatura powietrza była już niska (jesień) i obawiano się, że jeśli nie uaktywni się akumulatorów, to może ona wpłynąć na ich pracę, co mogłoby ponownie opóźnić lot; natomiast uaktywnione akumulatory wydzielają ciepło. Akumulatory miano zdezaktywować tuż przed samą procedurą startową, podczas której zostałyby ponownie uaktywnione. O tym odstępstwie od procedur nie powiadomiono większości personelu. Później inżynier pracujący w bunkrze kierownictwa lotu zauważył, że PDN nie jest w odpowiednim ustawieniu i przestawił go. Chociaż PDN nie był podłączany do zasilania, to jednak podczas przestawiania go doszło do połączenia obwodu, do którego był podłączony uaktywniony akumulator, i obwodu odpalającego ładunki pirotechniczne rozrywające membrany blokujące dopływ paliwa i utleniacza do komory spalania drugiego stopnia. W rezultacie uruchomiły się silniki drugiego stopnia.
Płomienie wylotowe silników drugiego stopnia momentalnie przepaliły ściany zbiorników silników pierwszego stopnia, które eksplodowały. Automatycznie włączające się kamery dookoła platformy startowej zarejestrowały całą eksplozję. Ludzie znajdujący się w bezpośrednim otoczeniu rakiety zostali spopieleni; ci trochę dalej zostali spaleni żywcem lub otruci toksycznymi gazami. Oficjalnie zginęły 92 osoby, w tym Niedielin, ale Jangiel przeżył, ponieważ wcześniej opuścił teren obiektu, aby zapalić papierosa. Zmarli zostali pochowani we wspólnym grobie w Bajkonurze w parku miejskim.

## Skutki

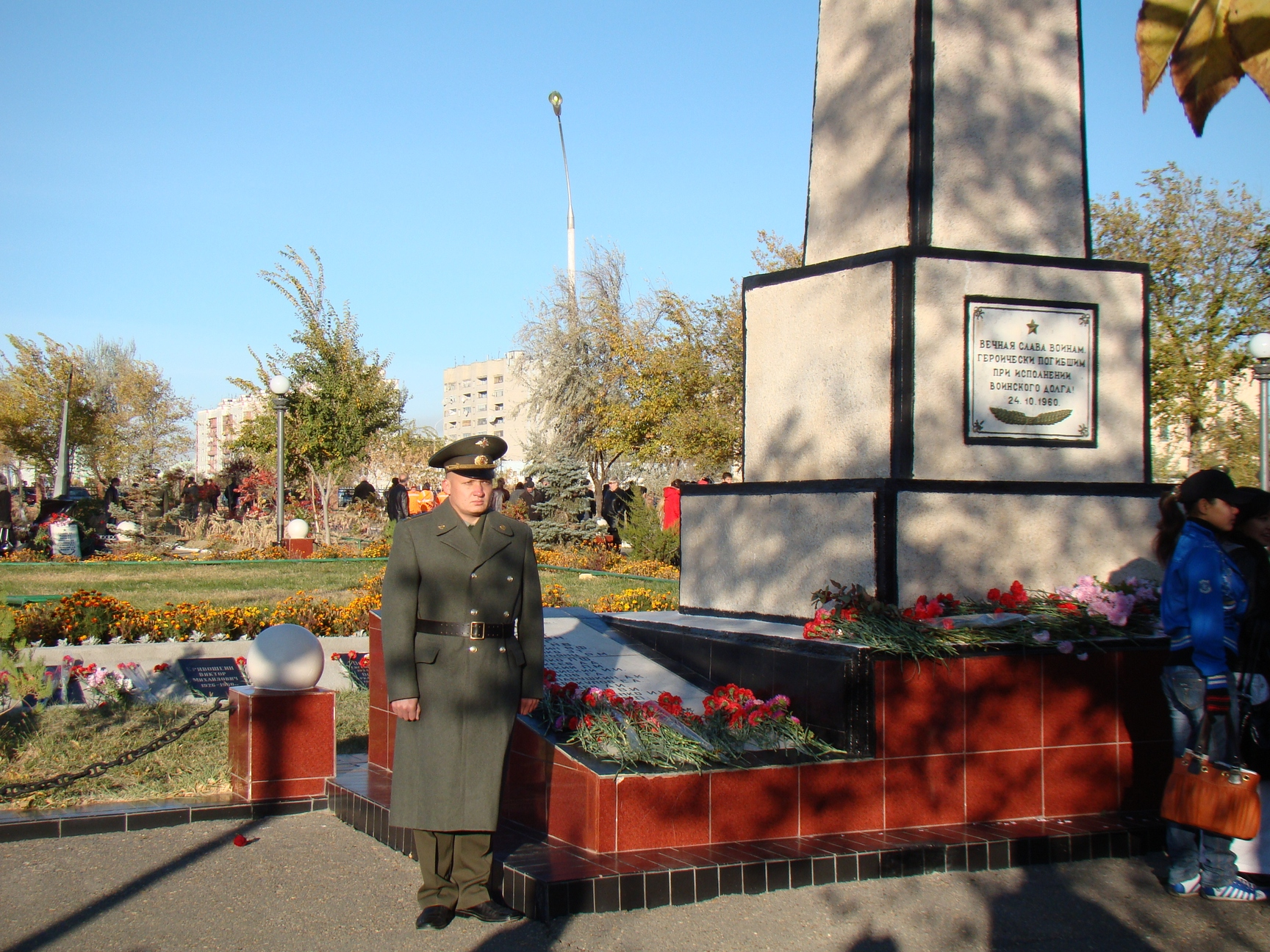
Grób zmarłych 24 października 1960 na Bajkonurze

Całkowite utajnienie wydarzeń 24 października zostało zatwierdzone jeszcze tego samego dnia wieczorem przez Nikitę Chruszczowa. W oficjalnej wersji Niedielin został przedstawiony jako ofiara katastrofy lotniczej, a rodzinom innych ofiar katastrofy polecono mówić, że ich najbliżsi zmarli w taki sam sposób. Chruszczow polecił Leonidowi Breżniewowi powołanie komisji i udanie się na miejsce katastrofy celem zbadania sprawy. Wśród różnych wniosków, komisja ustaliła między innymi, że w bezpośrednim miejscu katastrofy znajdowało się wiele osób, które nie powinny się tam znajdować; większość z nich powinna oczekiwać w bunkrach.
Breżniew nalegał, by komisja nie szukała winnych w tej sprawie, tłumacząc, że: „Winni i tak już zostali ukarani”.
Po wydarzeniach, Jangiel został zapytany przez Chruszczowa „Dlaczego przeżyłeś?” («А ты почему остался жив?»). Jangiel odparł trzęsącym się głosem – „Wyszedłem zapalić. To wszystko jest moja wina” («Отошел покурить. Во всем виноват я»). Później przeszedł zawał i przez miesiące był bez pracy.
Po przedstawieniu przez komisję raportu, program badawczy rakiety R-16 wznowiono w styczniu 1961 z pierwszym udanym lotem w listopadzie. Przeciąganie się badań nad R-16 wymogło na ZSRR zmobilizowanie się do produkcji lepszych rakiet ICBM i zainspirowało Chruszczowa do zainstalowania rakietowych pocisków balistycznych średniego zasięgu na Kubie.
Gdy dokładnie trzy lata później na Bajkonurze doszło do kolejnego tragicznego wypadku (żołnierz wymieniający żarówkę spowodował spięcie i pożar w silosie pocisku balistycznego R-9A), 24 października został uznany za pechowy dzień dla kosmodromu i odtąd tego dnia nie odbywają się żadne loty.
Pomnik pamiątkowy zmarłych stoi do dziś na Bajkonurze i jest odwiedzany przez władze RAK-u przed każdym załogowym lotem.